# Lactobacillales
 (avril 2025).
 (avril 2025).
Si vous disposez d'ouvrages ou d'articles de référence ou si vous connaissez des sites web de qualité traitant du thème abordé ici, merci de compléter l'article en donnant les références utiles à sa vérifiabilité et en les liant à la section « Notes et références ».
Ordre
Les Lactobacillales sont un ordre de bactéries à Gram positif du phylum des Bacillota (anc. Firmicutes). Elles comprennent les bactéries lactiques d'intérêt agroalimentaire, ainsi que plusieurs genres impliqués en pathologie humaine tels que les Entérocoques et Streptocoques.
Très largement présentes dans la nature, on les trouve aussi bien dans le sol, l'eau, que chez les plantes et les animaux. Elles sont utilisées depuis le néolithique par l'homme, pour la fabrication d'aliments fermentés.

## Liste de familles
Selon la LPSN (1er avril 2025) cet ordre comporte cinq familles :
- Aerococcaceae Ludwig et al. 2010
- Carnobacteriaceae Ludwig et al. 2010
- Enterococcaceae Ludwig et al. 2010
- Lactobacillaceae Winslow et al. 1917
- Streptococcaceae Deibel & Seeley 1974

Les familles suivantes ont été reclassées :
- Leuconostocaceae : rattachée aux Lactobacillaceae
- Catellicoccaceae et Vagococcaceae : rattachées aux Enterococcaceae

## Écologie
Les Lactobacillales se rencontrent dans l'eau, les égouts, les plantes et les animaux. Elles sont largement employées en agro-alimentaires.
Ils comportent la famille type des Lactobacillaceae dont de nombreux éléments font partie du microbiote de la bouche, du tractus gastro-intestinal et du vagin des animaux homéothermes (l'homme y compris). Ces bacilles sont présents dans les aliments comme les produits laitiers, la viande, le poisson, les céréales, les fruits, les jus de fruits, les légumes, les sauces et les plats cuisinés. Ils servent à la production d'aliments fermentés comme les fromages, les yaourts, le kéfir, le pain au levain, le vin, la bière et le cidre où ils acidifient le substrat et inhibent ainsi la croissance d'autres organismes.
Les Aerococcaceae ont été trouvés dans des habitats variés : air, poussière, végétation, sol. Les Carnobacteriaceae se trouvent dans la viande emballée sous vide, le fromage, le poisson, les lacs antarctiques méromictiques. Les Enterococcaceae font partie de la flore intestinale des mammifères et des oiseaux. Les Leuconostocaceae se trouvent sur les plantes et dans divers aliments comme le lait et les produits laitiers fermentés (fromages, kéfir), les végétaux fermentés (vin, cidre, olives, choucroute) et la viande. Beaucoup de Streptococcaceae sont des commensaux ou des parasites des animaux, certains étant très pathogènes.

## Caractères bactériologiques
Les lactobacillales sont des cellules de formes variées : coques, bâtonnets ou de forme intermédiaire entre les coques rondes et les bacilles en bâtonnets (dites coccobacilles)
Ils puisent leur énergie de l’oxydation de composés organiques. Ce sont des chimio-organotrophes.
- à Gram positif
- non sporulé, généralement non mobile
- aéro-anaéorobie, aérobie facultatif ou strict ou micro-aérophile
- Oxydase négatif (absence de l'enzyme oxydase capable d'oxyder)
- Catalase négatif (absence de l'enzyme catalase capable de décomposer l'eau oxygénée)

## Phylogénie
Suivant la taxonomie généralement acceptée basée sur la List of Prokaryotic names with Standing in Nomenclature (LSPN) ,, l'ordre des Lactobacillales comprend six familles :
| Lactobacillales   | |
| Familles          | Genres |
| Aerococcaceae     | Abiotrophia - Aerococcus - Dolosicoccus - Eremococcus - Facklamia - Globicatella - Ignavigranum |
| Carnobacteriaceae | Agitococcus - Alkalibacterium - Allofustis - Alloiococcus - Atopobacter - Atopococcus - Atopostipes - Carnobacterium - Desemzia - Dolosigranulum - Granulicatella - Isobaculum - Lacticigenium - Lactosphaera - Marinilactibacillus - Pisciglobus - Trichococcus |
| Enterococcaceae   | Bavariicoccus - Catellicoccus - Enterococcus - Melissococcus - Pilibacter - Tetragenococcus - Vagococcus |
| Lactobacillaceae  | Lactobacillus - Paralactobacillus - Pediococcus - Sharpea |
| Leuconostocaceae  | Fructobacillus - Leuconostoc - Oenococcus - Weissella |
| Streptococcaceae  | Lactococcus - Lactovum - Streptococcus |

L'ordre des Lactobacillales initialement proposé en 2005, a été décrit en 2009 dans le volume 3 de la deuxième édition du Bergey's Manual of Systematic Bacteriology (Ludwig et al.) et validé en mars 2010 par inscription sur la liste de validation 132.
L'ordre des Lactobacillales est défini principalement sur la base des analyses phylogénétiques déduites de l'étude des séquences des ARNr 16S.